# Adam Iżycki
Adam Iżycki herbu Bończa (zm. 1735) – podczaszy urzędowski w latach 1729–1735, regent ziemski lubelski w latach 1716-1733.
Był elektorem Stanisława Leszczyńskiego w 1733 roku.